# 船长芋螺
船长芋螺（学名：Conus capitaneus），是新腹足目芋螺科芋螺属的一种。主要分布于印度尼西亚、中国大陆、台湾，常栖息在潮间带到深海的岩礁区沙底。低潮线以下。